# اندرو کریزبرگ
اندرو کریزبرگ (انگلیسی: Andrew Kreisberg) (زاده ۲۳ آوریل ۱۹۷۱) نویسنده تلویزیونی، تهیه‌کننده و کامیک نویس آمریکایی است. او بیشتر به عنوان خالق سریال‌های تلویزیونی ارو، فلش، سوپرگرل و افسانه‌های فردا شناخته شده‌است.

## زندگی شخصی و آموزش
کریزبرگ در سال ۱۹۹۳ از کالج ارتباطات، دانشگاه بوستون فارغ‌التحصیل شد. او یک یهودی است.

## حرفه

### تلویزیون
اولین کار وی در کوتاه او انیمیشن Mission Hill بود. او همچنین جزو نویسندگان: لیگ عدالت، سیمپسون‌ها، امید و ایمان، Boston Legal , Jungle Lipstick , Eli Stone، خاطرات خون‌آشام، جنگ ستارگان: جنگ‌های کلون (مجموعه تلویزیونی ۲۰۰۸، خانواده من و انبار ۱۳ بوده‌است.
در نوامبر ۲۰۱۵، کریزبرگ یک قرارداد چند ساله با وارنر برادرز امضا کرد . وارنر برادرز تله‌ویژن، از طریق او، همچنان به توسعه پروژه‌های جدید ادامه می‌داد و همچنان تنها نمایشگر فلش، همکار نمایش سوپرگرل (به همراه آلی آدلر)، و تهیه‌کننده اجرایی در کماندار و افسانه‌های فردا باقی خواهد ماند. در نوامبر ۲۰۱۷، جایگاه وی با برادران وارنر خاتمه یافت.

#### حاشیه
در سال ۲۰۰۹، او به سریال فرینج به عنوان یک مدیر تولید و نویسنده پیوست ودر پایان فصل یک، آن را ترک کرد. او قسمت‌های زیر را نوشت:
- " نیمه شب " (01.18) (با نویسندگی مشترک جی اچ وایمن)
- " کشف " (02.11) (با همکاری تهیه‌کننده اجرایی دیوید اچ گودمن)

در سال ۲۰۱۱، کریزبرگ برای نوشتن یک قسمت بر اساس قهرمان دی‌سی کامیکس، بوستر گلد، برای شبکه سای فای استخدام شد. فیلمنامه تکرارهای زیادی را پشت سر گذاشته‌است و گفته می‌شود که هنوز در شبکه مورد توجه است.

#### پیکان
در سال ۲۰۱۱، کریزبرگ، مارک گوگنهایم و گرگ برلانتی شروع به توسعه سریال کماندار کردند، این نمایش در ۱۰ اکتبر ۲۰۱۲ اجرا شد.
در ژوئیه ۲۰۱۳، اعلام شد که کریزبرگ با همکاری گرگ برلانتی و جف جانسز در سال دوم سریال نمایش کماندار و در قسمت بیستم به عنوان قسمت آزمایشی، بری آلن را معرفی می‌کند. بازیگر گرانت گاستین بازیگر شد و برای اولین بار در هشتمین قسمت از فصل دوم «دانشمند» ظاهر شد. که با رضایت تولیدکنندگان CW مواجه شد در ماه مه ۲۰۱۴، به‌طور رسمی دستورالعمل سریال فلش داده شد. این سریال در ۷ اکتبر ۲۰۱۴ منتشر شد.
در تاریخ ۲۶ فوریه ۲۰۱۵، اعلام شد که کریزبرگ به همراه گوگنهایم و برلانتی یک سریال اسپین آف را با بازی کیتی لاتز، ویکتور گاربر، براندان روث و ونتورت میلر به عنوان سفید قناری، مارتین استاین، اتم و کاپیتان کولد تولید می‌کنند. این سریال با عنوان افسانه‌های فردا در ۲۱ ژانویه ۲۰۱۶ به نمایش درآمد.

### کمیک‌ها
کریزبرگ یک مجموعه کمیک برای کماندار سبز و قناری سیاه و بتمن محرمانه نوشته‌است.
در سال ۲۰۰۸، آرسنا شروع به انتشار کمیک هلن کلر، نوشته شده توسط، کریزبرگ و متیو رایس پرداخت. در آن، به هلن کلر در سن دانشگاهی وسیله ای داده می‌شود که به او امکان دیدن و شنیدن و توانایی‌های جسمی او را می‌دهد و در این مرحله او را برای محافظت از رئیس‌جمهور ایالات متحده استخدام می‌کند.
در ژوئیه سال ۲۰۱۴ اعلام شد که کریزبرگ و سردبیر داستان اجرایی پیکان بن سوکولوفسکی در اکتبر همان سال، با شروع شماره شماره ۳۵، عنوان سبز پیکان را به دست می‌گیرند.

## ادعای آزار و اذیت جنسی
در ۱۰ نوامبر ۲۰۱۷، کریزبرگ از سمت خود در سریال The Flash , Arrow , Legends of Tomorrow و Supergirl به حالت تعلیق درآمد، پس از آن که پانزده زن و چهار مرد او را به آزار و اذیت جنسی متهم کردند. در ۲۹ نوامبر ۲۰۱۷، او از همه پروژه‌های برادران وارنر اخراج شد.

## فیلمبرداری
| سال       | عنوان                    | یادداشت                                                                                       |
| --------- | ------------------------ | --------------------------------------------------------------------------------------------- |
| ۱۹۹۸      | مالکوم و ادی             | نویسنده (۱ قسمت)                                                                              |
| ۲۰۰۰–۲۰۰۲ | مأموریت هیل              |                                                                                               |
| ۲۰۰۱      | پسر عموی اسکیتر          |                                                                                               |
| ۲۰۰۲–۲۰۰۳ | سیمپسونها                | نویسنده (۲ قسمت)، سردبیر داستان، ویرایشگر داستان اجرایی                                       |
| ۲۰۰۲–۲۰۰۴ | لیگ عدالت                | نویسنده (۳ قسمت)                                                                              |
| ۲۰۰۳–۲۰۰۴ | امید و ایمان             | نویسنده (۲ قسمت)؛ تهیه‌کننده                                                                   |
| ۲۰۰۵–۲۰۰۷ | بوستون لیگال             | نویسنده (۹ قسمت)؛ تهیه‌کننده                                                                   |
| ۲۰۰۷      | زنگ‌های عروسی             | نظارت بر تولیدکننده                                                                           |
| ۲۰۰۸      | جنگل رژ لب               | نویسنده (۱ قسمت)                                                                              |
| ۲۰۰۸–۲۰۰۹ | الی استون                | نویسنده (۷ قسمت)؛ نظارت بر تولیدکننده، تولیدکننده مجری                                        |
| ۲۰۰۹      | خاطرات خون‌آشام           | نویسنده (۲ قسمت)؛ تولیدکننده همکار                                                            |
| ۲۰۰۹      | جنگ ستارگان: جنگ‌های کلون | نویسنده (۱ قسمت)                                                                              |
| ۲۰۰۹–۲۰۱۰ | فرینج                    | نویسنده (۲ قسمت)؛ تولیدکننده همکار                                                            |
| ۲۰۰۹–۲۰۱۱ | خانواده من               | نویسنده (۲ قسمت)                                                                              |
| ۲۰۱۰–۲۰۱۱ | انبار ۱۳                 | نویسنده (۴ قسمت)؛ تولیدکننده همکار                                                            |
| ۲۰۱۱      | جناح قرمز: مبدأ          | فیلم تلویزیونی؛ با پل دو میو و دنی بیلسون، بر اساس بازی ویدیویی که توسط Volition ساخته شده‌است |
| ۲۰۱۲–۲۰۱۷ | کماندار                  | توسعه دهنده؛ نویسنده (۱۷ قسمت)                                                                |
| ۲۰۱۴–۲۰۱۷ | فلش                      | توسعه دهنده؛ نویسنده (۱۰ قسمت)                                                                |
| ۲۰۱۵      | اسکار                    | ویژه تلویزیون؛ با گرگ برلانتی و ست گراهام اسمیت و مایکل گرین                                  |
| ۲۰۱۵–۲۰۱۷ | سوپر گرل                 | توسعه دهنده؛ نویسنده (۵ قسمت)                                                                 |
| ۲۰۱۶–۲۰۱۷ | افسانه‌های فردا           | توسعه دهنده؛ نویسنده (۲ قسمت)                                                                 |